# Arthur William Rogers
Arthur William Rogers (* 5. Juni 1872 in Bishops Hull bei Taunton, Somerset; † 23. Juni 1946 in Mowbray, Cape Province) war ein britisch-südafrikanischer Geologe. Er war Direktor des Geological Survey von Südafrika.

## Leben
Rogers studierte in Cambridge. Er war ab 1895 in Südafrika zunächst ab 1896 als Assistant Geologist und ab als 1902 Leiter der Cape of Good Hope Geological Commission. 1916 wurde er Direktor des Geological Survey von Südafrika in Pretoria, was er bis zu seinem Ruhestand 1932 blieb. In diese Zeit fiel auch der Internationale Geologenkongress in Südafrika 1929.
Anfangs kartierte er unter dem Professor E. H. L. Schwarz entlegene Regionen der Kapprovinz bis zur Kalahari. Im Transvaal untersuchte er die Goldfelder von Heidelberg und Klerksdorp.
1931 erhielt er die Wollaston-Medaille der Geological Society of London. Er war Fellow der Royal Society.

## Schriften
- An introduction to the geology of Cape Colony, Longmans, Green and Co., 1905, Online
- The pioneers in South African Geology and their work, Geological Society of South Africa 1937